# André Berthomieu
André Émile Jean Berthomieu (* 16. Februar 1903 in Rouen, Frankreich; † 10. April 1960 in Vineuil-Saint-Firmin) war ein französischer Filmregisseur und Drehbuchautor.

## Leben und Wirken
Berthomieu begann seine berufliche Laufbahn als Buchhalter, hatte sich aber schon immer für die Showbühne interessiert und trat nebenbei als Amateursänger auf. In der zweiten Hälfte der 1920er Jahre knüpfte er Kontakt zur Filmbranche und begann mehreren Regisseuren, darunter Julien Duvivier, zu assistieren. Noch zu Stummfilmzeiten, 1928, konnte er seine erste eigene Regiearbeit vorlegen. In der Folgezeit drehte Berthomieu Film auf Film -- leichtgewichtige, künstlerisch gänzlich ambitionslose Unterhaltungskost, die ihn als routinierten Handwerker auswiesen. Er publizierte 1946 sogar einen Aufsatz, in dem er sich expressis verbis gegen künstlerische und revolutionäre Tendenzen im Film aussprach. Berthomieu galt als überaus fleißiger Kinokonfektionär: In rund drei Jahrzehnten seiner Schaffenszeit inszenierte der Franzose nahezu 70 Filme, zu denen er häufig auch das Drehbuch verfasste. 
In Deutschland blieb André Berthomieu nahezu unbekannt, da lediglich drei seiner Inszenierungen in den deutschen Nachkriegskinos anliefen. Trotz seines begrenzten Ansehens traten eine beträchtliche Anzahl von (eher späteren) Stars in Berthomieu-Filmen auf, darunter Annabella, Raimu, Danielle Darrieux, Michel Simon, Jean-Louis Barrault, Jules Berry, Bourvil, Louis de Funès und die blutjunge Brigitte Bardot. André Berthomieu besetzte auch Funktionärsposten: so stand er zeitweilig dem Syndicat des techniciens vor und war von 1945 bis 1955 Chef der Association des Auteurs de films.

## Filmografie
- 1928: Pas si bête
- 1929: Le Crime de Sylvestre Bonnard
- 1929: Rapacité
- 1931: Gagne ta vie
- 1931: Coquecigrole
- 1931: Mon ami Victor
- 1932: Le Crime du Bouif
- 1932: Barranco, Ltd
- 1933: Fräulein Josette – meine Frau (Mademoiselle Josette, ma femme)
- 1933: Les Ailes brisées
- 1934: L'Aristo
- 1934: La Femme ideale
- 1935: Jim la Houlette
- 1936: La Flamme
- 1936: Le Mort en fuite
- 1937: The Girl in the Taxi
- 1937: La Chaste Suzanne
- 1938: Les Nouveaux Riches
- 1938: Le Train pour Venise
- 1939: Eusèbe député
- 1939: Dédé la musique
- 1942: La Neige sur les pas
- 1942: Versprechen einer Unbekannten (Promesse à l'inconnue)
- 1943: Das Geheimnis von Madame Clapain (Le Secret de Madame Clapain)
- 1944: Engel der Nacht (L'Ange de la nuit)
- 1945: J'ai dix-sept ans
- 1946: Pas si bête
- 1946: Vatersorgen (Gringalet)
- 1947: Carré de valets
- 1948: Blanc comme neige
- 1948: L'Ombre
- 1949: Le Bal des pompiers
- 1949: La Femme nue
- 1950: La Petite Chocolatière
- 1950: Le Roi Pandore
- 1951: Le Roi des camelots
- 1951: Mademoiselle Josette, ma femme
- 1952: Allô... je t'aime
- 1953: Belle Mentalité!
- 1953: Le Portrait de son père
- 1954: Scènes de manage
- 1955: Les deux font la paire
- 1955: Quatre jours à Paris
- 1956: Familie Duraton (Les Duraton)
- 1956: La Joyeuse Prison
- 1957: À la Jamaïque
- 1957: Cinq millions comptant
- 1958: Sacrée Jeunesse
- 1958: In Montmartre wird es Nacht (En Légitime défense)
- 1960: Préméditation